# Canale Lunense

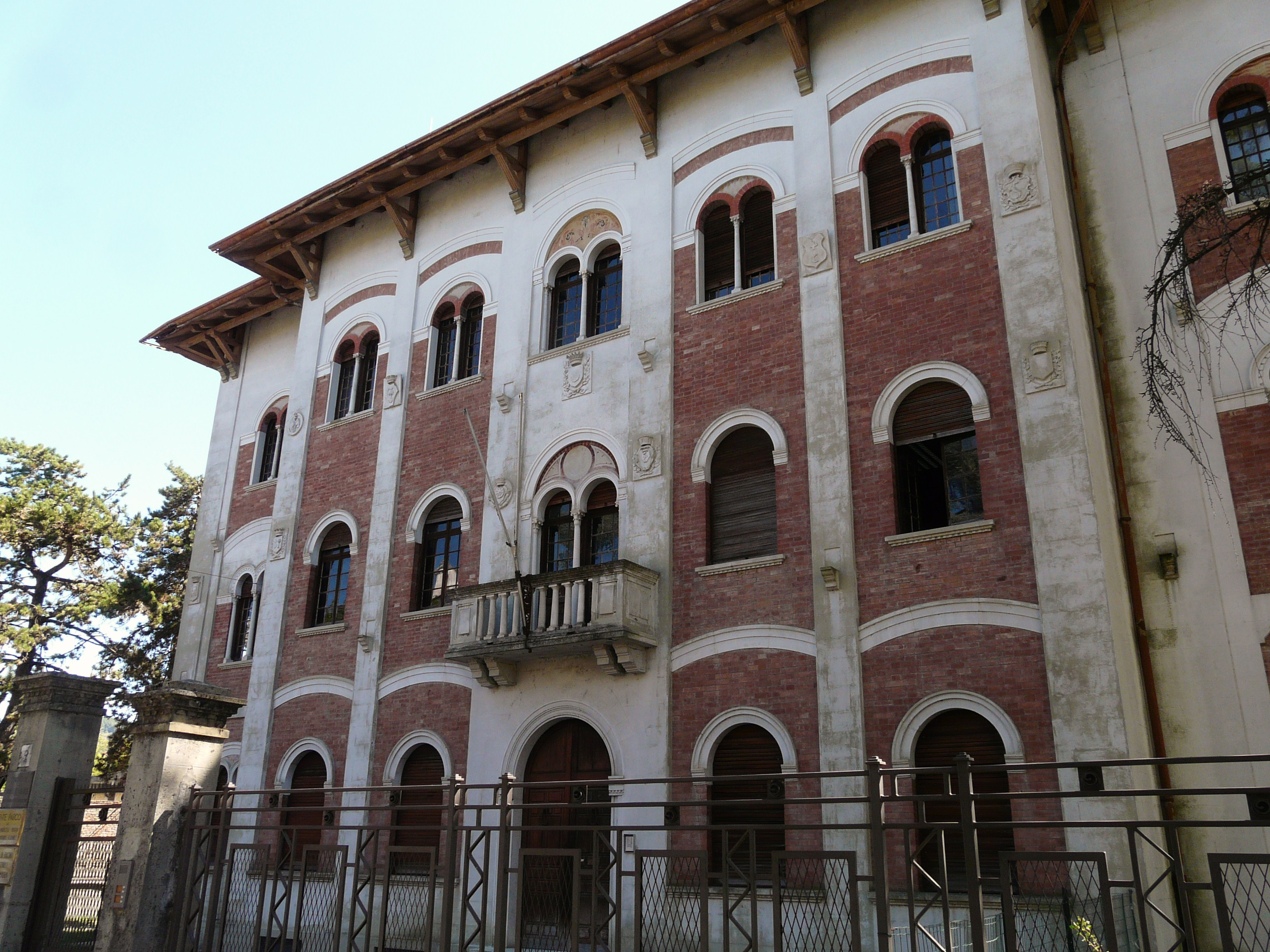
La sede del Consorzio a Sarzana

Il canale Lunense è un'opera irrigua gestita dal Consorzio di Bonifica Canale Lunense e situata tra le regioni Liguria e Toscana.
La sede amministrative si trova a Sarzana, in provincia della Spezia. 
Il canale, lungo circa 23 chilometri, prende il nome dall'antica città romana di Luni, il cui territorio, geograficamente e storicamente, univa la bassa valle del fiume Magra con la zona nordoccidentale della Toscana.
Il comprensorio del consorzio si estende per una superficie di 3 056 ettari in territorio ligure e 13 ettari in territorio toscano. Esso comprende undici comuni: Ameglia, Arcola, Aulla, Castelnuovo Magra, Carrara, Santo Stefano di Magra, Fosdinovo, Lerici, Luni, Sarzana e Vezzano Ligure. 
Il percorso idraulico vero e proprio del canale attraversa, da ovest ad est, i territori comunali di Aulla (dove prende l'acqua dalla Magra nei pressi della località Isola di Caprigliola), Santo Stefano di Magra, Sarzana, Fosdinovo, Castelnuovo Magra, Luni e Carrara.
Dal 2017 è aperta la pista ciclo-pedonale Lunense, la quale segue in alcuni tratti il tracciato del canale.

## Storia
Le acque della Magra, nonché dei vari rii e torrenti del territorio, furono da sempre utilizzati dalla popolazione contadina per irrigare le coltivazioni o per far funzionare mulini e frantoi. Per controllare e gestire questa importante risorsa idrica, già sul finire del XVIII secolo si pensò alla deviazione del torrente Calcandola - presso Sarzana - con la costruzione di canali da cui far confluire le acque nei vari campi coltivati, con il duplice scopo di limitare, così, anche le sempre più frequenti e gravose inondazioni, almeno laddove possibile.
Il progetto, presentato nel 1794, non ebbe però seguito per gli alti costi (era prevista una tassazione da applicare ai proprietari terrieri o a chi avrebbe tratto giovamento dalla nuova infrastruttura idrica) e soprattutto per i nuovi scenari politici che interessarono la Repubblica di Genova dal 1797, con la caduta della stessa per mano napoleonica. Tuttavia, gli stessi francesi si interessarono del progetto genovese di deviazione del Calcandola, affidandone il compito all'ingegnere Francesco Buttori, ma anch'essi rinunciarono per la mancanza di risorse economiche. Un analogo progetto, sfruttando una possibile deviazione del fiume Magra, fu presentato nel 1799 dalla municipalità di Santo Stefano di Magra, ma ebbe la stessa interruzione per motivi economici.
La proposta per la costruzione di un nuovo canale, questa volta deviando le acque della Magra, si avviò nel 1832 con il Regno di Sardegna, anche se effettivamente il progetto fu presentato solamente nel 1856. Il progetto del canale, denominato "Lunense" dalla città romana di Luni, prevedeva un percorso di circa 27 km (poi ridotti a circa 23 km) che, partendo dalla località Bettola di Aulla e snodandosi lungo la piana del fiume, avrebbe raggiunto il territorio di Carrara, confluendo infine nel torrente Carrione.
Il 1º marzo 1871, sulla spinta della popolazione e di personalità dell'epoca, tra cui l'avvocato Pietro Ferrari, fu costituito il comitato promotore per la costruzione del canale, in cui vennero eletti Pasquale Berghini e Carlo Fabbricotti nel ruolo, rispettivamente, di presidente e vicepresidente. A redigere il progetto collaborò, inoltre, a titolo gratuito, l'ingegnere Giuseppe Bella. Per sopperire alla copertura dei finanziamenti, nel 1873, si istituì un'omonima società che emise (a 250 lire cadauna) cinquemila azioni, rapidamente coperte.
Tuttavia, le nuove sfavorevoli condizioni economiche del Paese e del territorio provocarono qualche anno dopo lo scioglimento della società con, di fatto, un nuovo abbandono dell'opera. Fu il comune di Sarzana, nel 1875, a rilevare il progetto.
Nuove controversie burocratiche rimandarono la posa della prima pietra, che fu posta il 24 maggio 1881. L'iter di costruzione fu alquanto lungo e laborioso a causa delle continue opposizioni giudiziarie sia pubbliche che private, dissesti finanziari, cambiamenti politici, a cui seguì pure uno scontro per la gestione del canale tra le due comunità di Santo Stefano di Magra e di Sarzana. Tra sentenze e lavori, l'opera fu ultimata definitivamente nel Ventennio fascista, intorno agli anni Trenta del Novecento.
Nel 1923 si costituì il Consorzio di Bonifica Canale Lunense - riconosciuto con l'articolo 114 del Regio Decreto n° 215 del 13 febbraio 1933 - e la classificazione tra i comprensori di II^ categoria con il Decreto Ministeriale n° 9451 del 16 dicembre 1933.

## Descrizione
Il canale raggiunge una lunghezza complessiva di 22,6 km tra coltivazioni e zone rurali della bassa valle del Magra. Ha una portata media di 6000 m³ d'acqua al minuto, fino ad un livello minimo di 4700 m³ (periodo estivo) e un massimo di 7500 m³ con le piene del fiume.
Il bacino imbrifero, posto a monte del comprensorio di bonifica, ha una superficie di 955 km², un'altitudine media di 612 m s.l.m. e una piovosità media annuale di circa 1500 ml. Complessivamente l'infrastruttura irrigua è costituita da una rete di canali, con una lunghezza di 64 km, che si sviluppano lungo la zona totalmente pianeggiante.